# Prosopocera nigropunctosa
Prosopocera nigropunctosa är en skalbaggsart som beskrevs av Teocchi 1986. Prosopocera nigropunctosa ingår i släktet Prosopocera och familjen långhorningar. Inga underarter finns listade i Catalogue of Life.